# 金陵石化駅
金陵石化駅（きんりょうせっかえき）は中華人民共和国江蘇省南京市棲霞区に開業する予定の、南京地下鉄6号線の駅である。

## 駅名
駅名については、事業着手当初は南京地下鉄集団は「劉家庫駅」の仮称を用いており、2020年7月2日に「金陵石化駅」を駅名として第一次公示され、2020年8月17日に駅名が「金陵石化駅」に決定したことが発表された。

## 駅構造
島式ホーム1面2線の地下2層構造の駅である。

### のりば
| 番線 | 路線            | 行先                                | 行先          |
| ---- | --------------- | ----------------------------------- | ------------- |
|      | 南京地下鉄6号線 | 棲霞山 方面                         | 棲霞 行き     |
|      | 南京地下鉄6号線 | 燕江新城駅・営苑南路駅・明故宮 方面 | 南京南駅 行き |

## 駅周辺
- 煉油廠公園
- 南煉体育場
- 煉油廠小学
- 南京南瑞医院

## 隣の駅
南京地下鉄
■6号線
十月広場駅 -　金陵石化駅 - 棲霞山駅